# Histoires de clochard
 (août 2022).
Si vous disposez d'ouvrages ou d'articles de référence ou si vous connaissez des sites web de qualité traitant du thème abordé ici, merci de compléter l'article en donnant les références utiles à sa vérifiabilité et en les liant à la section « Notes et références ».
Histoires de clochard (France) ou La Légende du géant Homer (Québec) (Simpsons Tall Tales) est le 21e épisode de la saison 12 de la série télévisée d'animation Les Simpson.

## Synopsis
Les Simpson ont gagné un voyage au Delaware mais arrivé à l'aéroport, Homer apprend qu'il faut payer une taxe. Il refuse de payer la taxe et toute la famille doit donc voyager dans un train de marchandise.
Ils y rencontrent un clochard qui, pour passer le temps va leur raconter trois histoires au long du voyage, en échange d'un nettoyage à l'éponge par histoire.

### Histoires
- Il commence par l'histoire d'un géant qui détruit tout sur son passage et qui n'est pas accepté dans son village, personnifié par Homer Simpson.
- La deuxième histoire est celle d'une jeune fille qui lutte, à l'époque du Far West, pour que les gens arrêtent de tuer des bisons, personnifiée par Lisa Simpson.
- Enfin la dernière histoire est celle de deux garçons traqués (dont Tom Sawyer) qui descendent le Mississippi, personnifiés par Bart Simpson et Nelson Muntz.